# Administration générale de la presse, de l'édition, de la radiodiffusion, du cinéma et de la télévision
L’Administration générale de la presse, de l'édition, de la radiodiffusion, du cinéma et de la télévision (chinois simplifié : 国家 新闻 出版 广播 电影 电视 总局 ; pinyin : guojia xinwen Chūbǎn Guǎngbò Diànyǐng dianshi Zǒngjú), généralement abrégée en GAPPRFT, de l’anglais General Administration of Press, Publication, Radio, Film and Television, est un organe du pouvoir exécutif placé sous l'autorité du Conseil des affaires de l'État de la république populaire de Chine. Ses principales attributions sont de favoriser le développement des industries de la presse, de l'édition, de la télévision, de la radio et du cinéma et de superviser et réguler les institutions et entités commerciales acteurs de ces industries. 
Il est issu de la fusion en 2013 de l'Administration générale de la presse et de l'édition (GAPP, de l'anglais General Administration of Press and Publication ; chinois simplifié : 中华人民共和国新闻出版总署 ; pinyin : Zhōnghuá Rénmín Gònghéguó Xīnwén Chūbǎn Zǒngshǔ) et de l'Administration d'État de la Radio, du Film et Télévision (SARFT, de l'anglais State Administration of Radio, Film, and Television ; chinois simplifié : 国家广播电影电视总局 ; pinyin : Guójiā Guǎngbō Diànyǐng Diànshì Zǒngjú) dont il a hérité les attributions.
Il contrôle directement les entreprises publiques au niveau national telles que la Télévision centrale de Chine, la Radio Nationale de Chine, Radio Chine Internationale, les studios de cinéma et télévision, et autres organisations non commerciales. Il autorise  les publications de périodiques, livres et sites internet. Il est également responsable de la censure des contenus qui pourraient heurter la sensibilité du gouvernement chinois ou les normes culturelles chinoises. Enfin, il est chargé de l'administration des droits d'auteur.

## Historique
À partir de 1954, la presse et l'édition sont contrôlées par l'« Administration d'état de la presse et de l'édition » (SPPA, de l'anglais « State Press and Publication Administration »).
En 1954 également, est créée l'Administration centrale de radiodiffusion, renommée ministère de la Radio et Télévision en 1982. Il devient le ministère de la Radio, Cinéma et Télévision en 1986, après l'absorption du Bureau du cinéma qui dépendait alors du ministère de la Culture. 
Le 25 juin 1998, à la suite d'une réforme des institutions de l'État, la SPPA est réorganisée, et perd certaines de ses responsabilités. Le contrôle des importations de produits audiovisuels est transféré au ministère de la Culture. La gestion des importations de programmes pour la radio et la télévision est affectée au ministère de la Radio, Cinéma et Télévision. Ce dernier est lui aussi réorganisé et devient l'Administration d'état de la radio, du cinéma et de la télévision (« SARFT »). La SPPA se concentre alors sur la presse et l'édition et assure notamment à partir de cette date la supervision des rééditions de livres et la gestion des droits d'auteur, en absorbant le bureau national des droits d'auteurs.
En 2001, la SPPA devient une organisation de niveau ministériel et est rebaptisée « GAPP ».
Le 11 juillet 2013, sur la base de l'avis « GF n°(2013)14 » du Conseil des affaires de l'état, l'Administration générale de la presse, des publications, radio, du cinéma et de la télévision (dont l'acronyme anglais généralement utilisé est GAPPRFT) est créée en intégrant les fonctions du GAPP et de la SARFT. Cette nouvelle entité est directement rattachée au Conseil des affaires de l'État.

## Missions
Le GAPPRFT a hérité des missions des deux entités fusionnées et intervient donc dans les secteurs de la presse, de l'édition - y compris en ligne et numérique, de la radio, du cinéma et de la télévision - y compris sur internet, afin de :
- Définir la politique de l'État,
- établir la règlementation, les services et les normes techniques,
- approuver la création et superviser les opérations des acteurs de ces secteurs,
- surveiller le contenu des programmes quel que soit le mode de diffusion (radio, cinéma, télévision, internet),
- promouvoir la convergence technologique entre les réseaux de télévision par câble, les réseaux de télécommunications et internet,
- réglementer l'importation de contenus (publication, livres, films, émissions de radio et programmes de télévision),
- réglementer l'administration et la protection des droits d'auteur.

## Organisation
L'organigramme de la nouvelle entité est le suivant :
- Directeur : Cai Fuchao, précédemment directeur de la SARFT depuis 2011[10]
- Directeurs adjoint : 
  - Jiang Jianguo
  - Li Wei
  - Sun Shoushan
  - Tian Jin
  - Tong Gang
  - Wu Shulin
  - Yan Xiaohong

## Objectifs et conséquences de la fusion de 2013
L'un des objectifs est de mettre fin aux querelles intestines entre le GAPP et la SARFT pour le contrôle d'Internet. Le gouvernement chinois veut également consolider le secteur des médias et de la culture et favoriser l'émergence de grands groupes de média. La nouvelle entité va donc encourager les fusions et acquisitions entre les diffuseurs et les éditeurs. Enfin, cette fusion vise aussi à rationaliser les procédures administratives pour les entreprises du secteur en leur donnant un interlocuteur unique. Par contre, il n'est pas dit que ce regroupement entraine une libéralisation ou une dé-régularisation du secteur

### Activité de l'institution
La surveillance et la censure de contenu est toujours d'actualité. Un exemple de cette activité à l'époque de la SARFT est la controverse de l'été 2007 autour du programme de télé-crochet « First Heartthrob » de Chongqing TV. L'histoire s'est répétée à l'été 2013 avec les restrictions de temps de diffusion en prime-time imposées à tous les programmes de télé-crochet. Bien que n'étant pas nommé explicitement, le populaire programme « The Voice of China » de Zhejiang TV semble être la principale cible de cette mesure. De plus, aucun nouveau programme de ce type ne sera plus autorisé.

### Effets sur le secteur des médias et de la culture
La SARFT et le GAPP réglementaient l'industrie des médias chinois au travers d'un strict système de licences. Dans l'immédiat, la fusion des deux entités semble surtout s'opérer au niveau organisationnel sans entraîner d'assouplissement notable des règles de régulation. Cependant, la simplification est réelle avec par exemple la disparition de quinze procédures d'autorisation pour les entreprises du secteur et le transfert d'autres procédures aux associations de branches.

### Équilibre des pouvoirs
Bien que dépendant du Conseil des affaires de l'état, le GAPP a toujours été étroitement lié au Département de la propagande du PCC (CCPPD), comme le rappelait en 2001 le directeur adjoint du CCPPD Li Congjun : « Nous guidons le GAPP sur les questions idéologiques »
La fusion du GAPP et de la SARFT ne semble pas avoir modifié l'équilibre des pouvoirs avec le ministère de la Culture, le CCPPD et le ministère de l'Industrie et des Technologies de l'information (MIIT).
Cependant, un évènement suffisamment rare pour être mentionné traduit peut-être un début de changement dans cet équilibre : en octobre 2013, à la suite de l'arrestation d'un journaliste à Changsha, le GAPPRFT est publiquement intervenu et s'est dit « très préoccupé » par la détention du journaliste. Il a également assuré « soutenir fermement les médias dans leurs activités normales d'information » tout en rappelant qu'il s'opposait à « tout abus de ces droits à informer ».
En 2019, l’ONG Reporters sans Frontières classe la Chine, en matière de liberté de la presse, à la place 177 sur 180 pays présentés.